# 차이티야

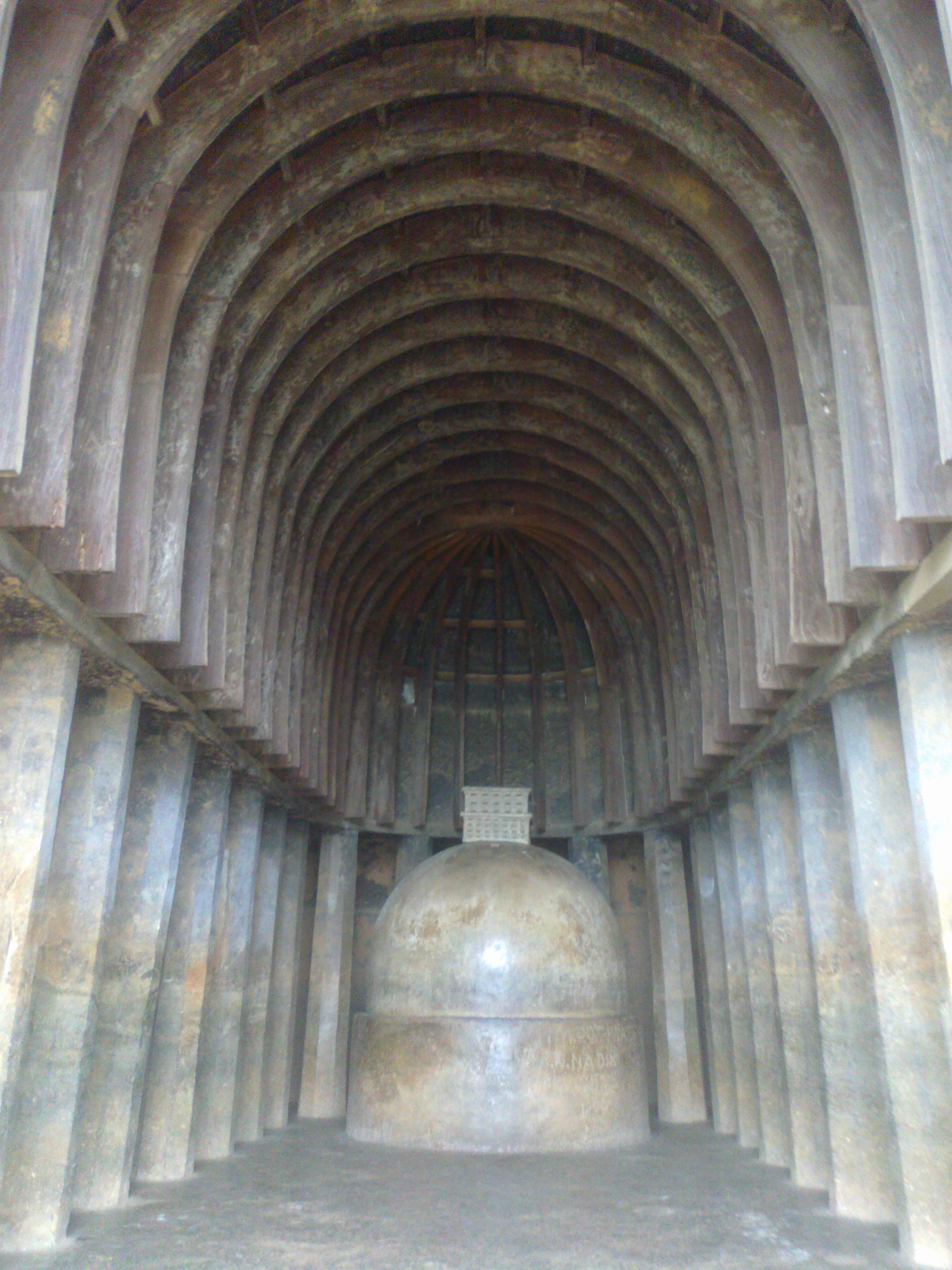
바하자 석굴의 초기 차이티야; 나무 건축은 돌로 모방되었고, 나무에는 장식 지붕 목재가 있다. 기원전 2세기.

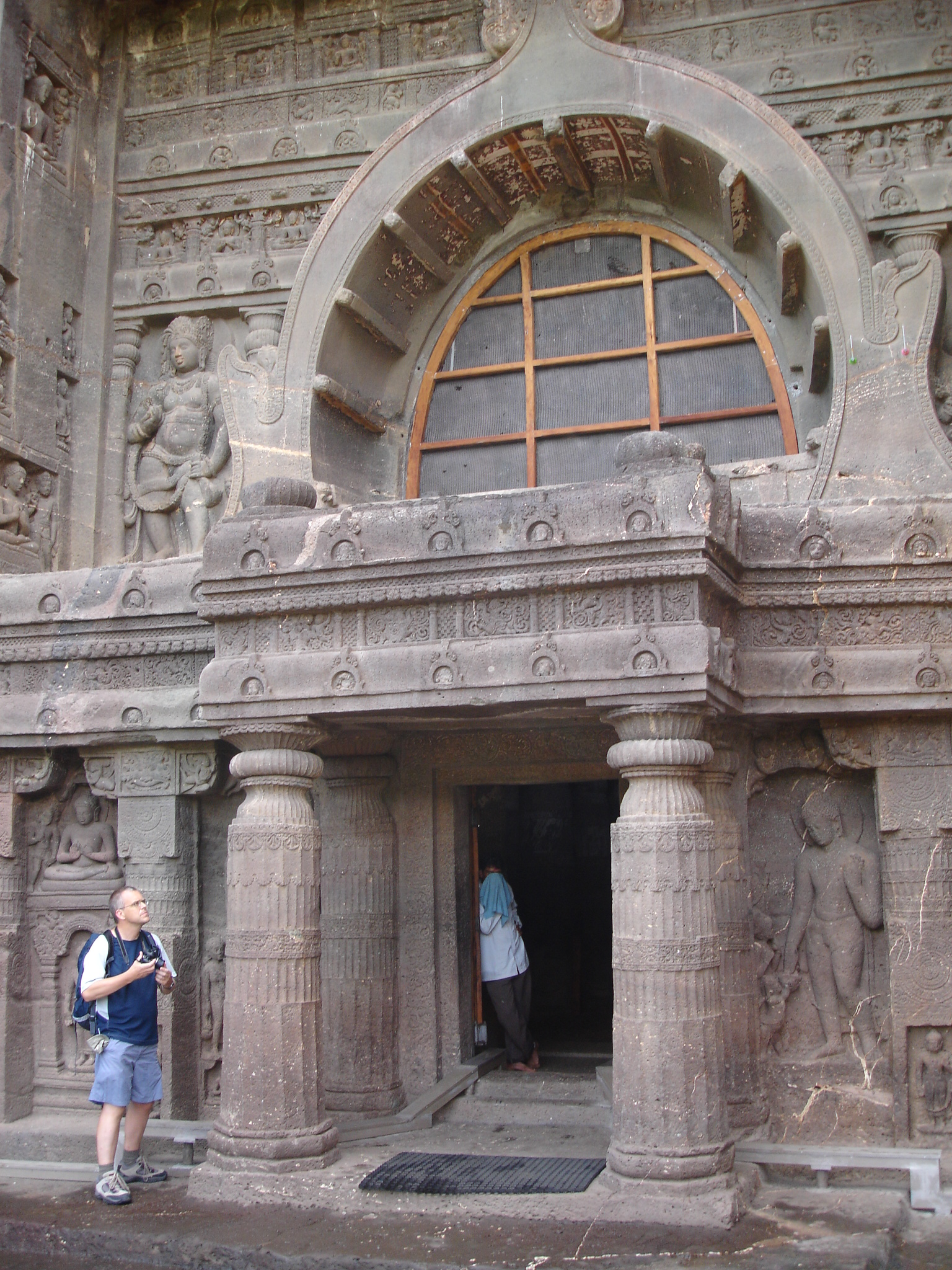
아잔타 19 석굴의 차이티야 외부에도 반복되는 작은 '차이티야 아치' 모티프를 사용한 4개의 구역이 있다.

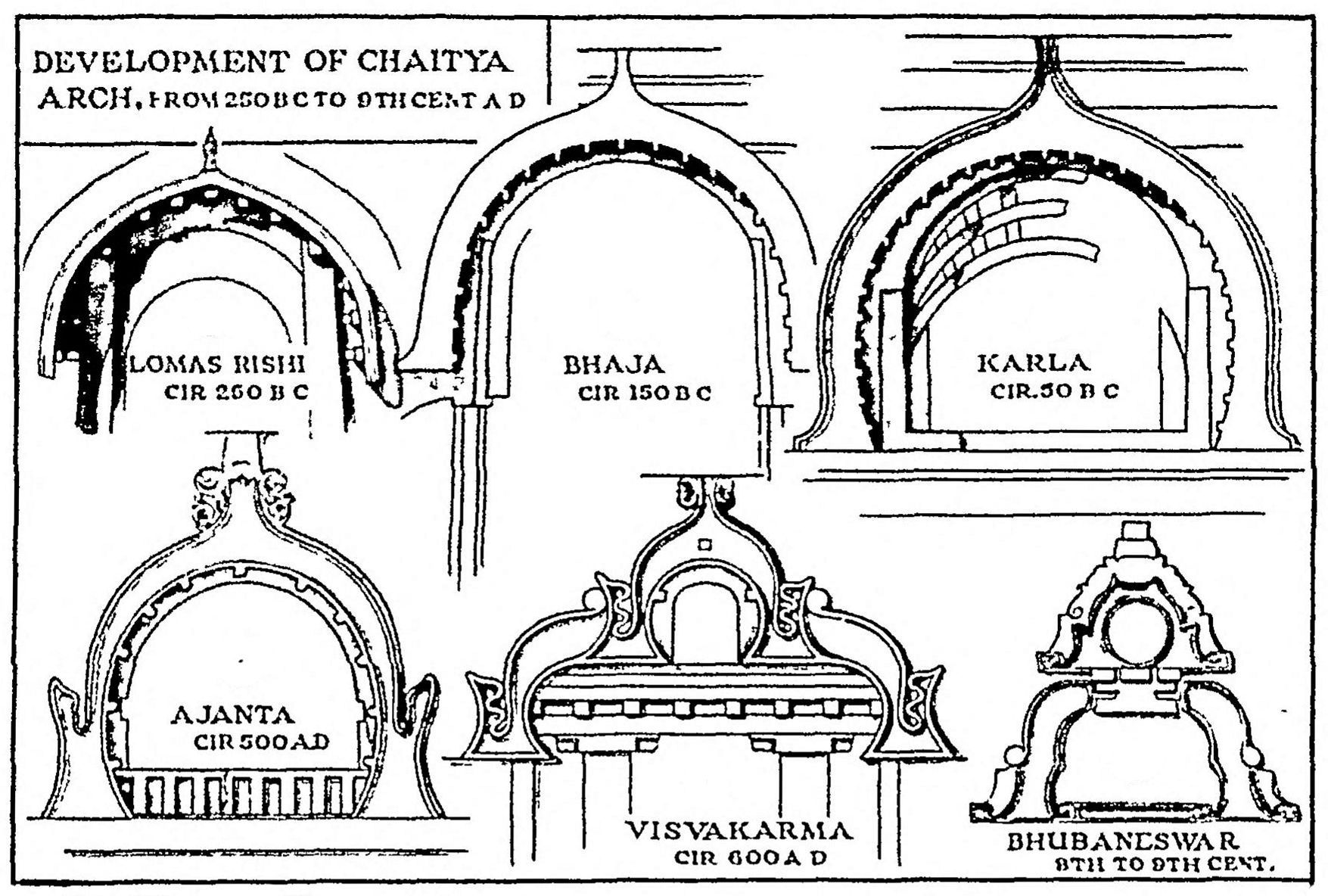
로마스 리쉬 카베온의 차이티야 아치 개발도, 페르시 브라운의 책에서 발췌함.

차이티야(산스크리트어: चैत्य)는 인도계 종교에서 성역, 성소, 사원 또는 기도원을 나타낸다. 이 용어는 불교에서 가장 흔한데, 불교에서는 입구 반대쪽 끝에 스투파와 둥근 천장이 있고 둥근 옆모습을 가진 높은 지붕이 있는 공간을 나타낸다. 엄밀히 말하면 차이티야는 스투파 그 자체이고, 그 건축물은 차이티야 홀이지만 이러한 구분은 종종 관찰되지 않는다. 인도 밖에서는 네팔, 캄보디아, 인도네시아 등의 불교도들이 현지 양의 작은 스투파와 같은 기념물에 이 용어를 사용한다. 태국에서는 스투파를 체디라고 부른다. 건축과 관련된 것을 포함한 자이나교와 힌두교의 역사적인 문헌에서 차이티야는 사원, 성소 또는 어떤 신성한 기념물을 나타낸다.
살아남은 차이티야의 대부분의 초기 예는 인도의 암벽 절단 건축물이다. 학자들은 표준 형태가 나무와 다른 식물 재료로 만들어진 독립된 홀의 전통을 따른다는 것에 동의하지만, 그 중 어느 것도 살아남지 못했다. 굽은 골격 천장은 목재 건축을 모방한다. 초기의 예에서는, 나무로 만든 골격을 돌 지붕에 추가하여, 목재를 장식적으로 사용했다. 바하자 석굴과 카를라 석굴의 "대 차이티야"에서, 원래의 목재 골격이 남아 있으며, 천장의 다른 곳의 표시는 그것들이 한때 어디에 있었는지를 보여준다. 나중에, 이 골격들은 암벽을 깎았다. 종종, 칸막이, 현관, 그리고 발코니와 같은, 나무의 요소들이 돌 구조물에 추가되었다. 비록 디자인이 수세기에 걸쳐 발전했지만, 살아남은 예들은 넓은 배치에서 유사한 면모를 보인다.
홀들은 높고 길지만 오히려 좁다. 맨 끝에는 헌신의 초점이 되는 스투파가 서 있다. 스투파를 둘러보거나 걸어 다니는 행위인 파리크라마는 중요한 의식이자 헌신적인 수행이었고, 이를 허용할 수 있는 공간이 항상 존재했다. 따라서 홀의 끝은 서양 건축의 아페스처럼 둥글게 되어 있다. 여기에는 항상 측벽을 따라 기둥이 있고, 곡선 지붕의 시작 부분까지 올라가고, 기둥 뒤에 통로가 있어 통로와 중앙 본당을 만들고, 스투파 바로 주변이나 기둥 뒤의 통로 주변에서 의식적인 순행이나 프라닥시나를 할 수 있다. 외부에는 종종 매우 정교하게 장식된 현관과 비교적 낮은 출입구가 있으며, 그 위에는 갤러리가 있는 경우가 많다. 입구에서 들어오는 약간의 빛을 제외하고는 현관 위의 커다란 말굽 모양의 창문에서 들어오는 유일한 자연광이 내부 지붕의 곡선을 반영한다. 전체적인 효과는 놀랍게도 중세 전기의 작은 기독교 성당과 비슷하지만, 초기 차이티야는 그보다 수세기 이전에 지어졌다.
차이티야는 천장이 낮은 직사각형의 중앙 홀이 있고 사방으로 작은 방이 열려 있는 강한 대조를 이루는 건물인 비하라와 같은 유적지에 나타난다. 비하라에는 뒷벽 중앙에 성소가 있는 경우가 많으며, 초기에는 스투파가, 후기에는 불상이 있는 경우가 많다. 비하라는 불교 승원 단지의 핵심 건물로, 거주하고 공부하고 기도하는 데 사용되었다. 일반적인 대형 유적지에는 모든 차이티야에 대해 여러 개의 비하라가 있다.

## 같이 보기
- 불탑
- 스투파

## 참고 문헌
- Dehejia, V. (1997). Indian Art. Phaidon: London. ISBN 0-7148-3496-3ISBN 0-7148-3496-3
- Hardy, Adam, Indian Temple Architecture: Form and Transformation : the Karṇāṭa Drāviḍa Tradition, 7th to 13th Centuries, 1995, Abhinav Publications, ISBN 8170173124, 9788170173120, google books
- Harle, J.C., The Art and Architecture of the Indian Subcontinent, 2nd edn. 1994, Yale University Press Pelican History of Art, ISBN 0300062176
- Jessup, Helen Ibbetson, Art and Architecture of Cambodia, 2004, Thames & Hudson (World of Art), ISBN 050020375X
- Michell, George, The Penguin Guide to the Monuments of India, Volume 1: Buddhist, Jain, Hindu, 1989, Penguin Books, ISBN 0140081445